# La plus charmante et attirante

La plus charmante et la plus attirante (russe : Самая обаятельная и привлекательная) est une comédie romantique soviétique de 1985 réalisée par Gerald Bezhanov,.

## Résumé
Nadya, une employée modèle d'un institut de recherche, ne parvient pas organiser sa vie personnelle : à plus de trente ans, elle n'est toujours pas mariée. Elle croise un jour une ancienne camarade de classe, Susanna, sociologue professionnelle. Susanna prodigue alors à Nadya des conseils pratiques sur la façon de changer son comportement et son apparence pour trouver un mari.
Le caractère malhonnête et frivole des manigances suggérées par Susanna finit par lasser Nadya qui à la fin du film reprend ses habitudes, retrouvant ainsi selon toute apparence sa joie de vivre.

## Fiche technique
- Titre original : russe : Самая обаятельная и привлекательная
- Réalisateur : Gerald Bezhanov
- Langue : russe
- Date de sortie : 1985

## Distribution des rôles
- Irina Muravyova : Nadya Klyueva, employée SRI
- Tatyana Vasileva : Susanna, l'amie expérimentée de Nadya
- Aleksandr Abdulov : Volodia Smirnov, collègue de Nadya, employée du SRI
- Leonid Kuravlyov : Pacha Diatlov, collègue de Nadya, employé du SRI
- Mikhail Kokshenov : Lyoha Priakhin, collègue de Nadya, employée du SRI
- Lyudmila Ivanova : Claudia Matveevna Stepankova, collègue de Nadya, employée du SRI
- Larisa Udovichenko : Lyucya Vinogradova, collègue de Nadya, employée du SRI
- Lev Perfilov : Pyotr Vasilievich, le chef de Nadya
- Vladimir Nosik : Gena Sysoev, amie et collègue de Nadya, ingénieur
- Alexander Schirvindt : Arkady, le mari de Susanna
- Lyubov Sokolova : la mère de Nadya
- Vera Sotnikova : Sveta, la petite amie de Volodia Smirnov
- Viktor Filippov : policier
- Igor Yasulovich : colporteur
- Veronica Izotova : compagnon de voyage dans le train
- Viktor Ilichyov : Dima, le mari d'un compagnon de voyage